# Ruslan Kureischewitsch Belcharojew
Ruslan Kureischewitsch Belcharojew, russisch Руслан Курейшевич Белхароев, (* 22. März 1987) ist ein russischer Ringer. Er war Junioren-Weltmeister 2007 und Dritter der Europameisterschaft 2008 im griech.-röm. Stil im Leichtgewicht.

## Werdegang
Ruslan Belcharojew begann als Jugendlicher im Jahre 1999 mit dem Ringen. Er konzentrierte sich dabei auf den griech.-röm. Stil. Er ist Mitglied eines Ringervereins in Moskau. Den talentierten jungen Ringer führten die Trainer Ausludin Abajew, Felix Awarkow und Oleg Duschko an die europäische Spitzenklasse heran. Ruslan Belcharojew ist Sportstudent.
Seinen ersten großen internationalen Erfolg erzielte Ruslan Belcharojew im Jahre 2004, als er in Albena, Bulgarien, Junioren-Europameister in der Gewichtsklasse bis 58 kg Körpergewicht vor Armen Melikjan aus Armenien und Rafik Gusseinow aus Aserbaidschan wurde.
Zwei Jahre später, 2006, rang er in Guatemala-Stadt bei der Junioren-Weltmeisterschaft im Leichtgewicht. Er belegte dort hinter Refik Ayvazoğlu aus der Türkei und Kim Hyun-Woo aus Südkorea den 3. Platz. Schließlich startete Ruslan Belcharojew auch bei der Junioren-Weltmeisterschaft 2007 in Peking/China und gewann dort den Weltmeister-Titel im Leichtgewicht vor Aibek Jenschechanow aus Kasachstan und Kim Hyun-Woo.
Seinen ersten Start bei einer internationalen Meisterschaft bei den Senioren absolvierte er im April 2007 in Tampere. Er besiegte dort in den Vorrunden drei Gegner, unter denen auch Şeref Eroğlu aus der Türkei, ein ehemaliger Olympiasieger und mehrfacher Weltmeister war. Im Halbfinale unterlag er dem Ukrainer Armen Wardanjan nach Punkten und im Kampf um den 3. Platz gelang ihm ein Punktsieg über Mukrah Machutadse aus Georgien.

## Internationale Erfolge
(alle Wettbewerbe im griechisch-römischen Stil, WM = Weltmeisterschaft, EM = Europameisterschaft, Leichtgewicht, bis 66 kg, Weltergewicht bis 74 kg Körpergewicht (KG))
| Jahr | Platz | Wettbewerb                               | Gewichtsklasse | |
| 2004 | 1.    | Junioren-EM (Cadets) in Albena/Bulgarien | bis 58 kg KG   | vor Armen Melikjan, Armenien u. Rafik Gusseinow, Aserbaidschan |
| 2005 | 1.    | Haparanda-Cup                            | Leicht         | vor Noritomo Eto, Japan, Jimmy Samuelsson, Schweden und Muslim Mucharajew, Russland                                                                                      |
| 2006 | 3.    | Junioren-WM (Juniors) in Guatemala-Stadt | Leicht         | hinter Refik Ayvazoğlu, Türkei u. Kim Hyun-Woo, Südkorea, gemeinsam mit Tamás Lőrincz, Ungarn                                                                            |
| 2007 | 1.    | Akropolis-Grand-Prix in Athen            | Leicht         | vor Ion Panait, Rumänien, Georgious Boukis, Griechenland und Ionel Pușcașu, Rumänien                                                                                     |
| 2007 | 1.    | Junioren-WM in Peking/China              | Leicht         | vor Aibek Jenschechanow, Kasachstan, Kim Hyun-Woo u. Rafik Gusseinow |
| 2008 | 8.    | Turnier in Szombathely/Ungarn            | Leicht         | Sieger: Tamás Lőrincz vor Farid Manschurow, Aserbaidschan u. Şeref Eroğlu, Türkei                                                                                        |
| 2008 | 3.    | EM in Tampere                            | Leicht         | mit Siegen über Tero Valimäki, Finnland, Şeref Eroğlu und Tamás Lőrincz, einer Niederlage gegen Armen Wardanjan, Ukraine u. einem Sieg über Mukhrah Machutadse, Georgien |
| 2009 | 3.    | "Iwan-Poddubny"-Memorial in Tjumen       | Welter         | hinter Alexei Iwanow u. Emil Scharafetdinow, bde. Russland u. Valeri Polenski, Belarus                                                                                   |
| 2010 | 1.    | "Iwan-Poddubny"-Memorial in Tjumen       | Welter         | vor Alexei Iwanow u. Emil Scharafetdinow, bde. Russland u. Dmitri Pyschkow, Ukraine                                                                                      |